# Jessica Jerome
Jessica Jerome (Jacksonville, 8 febbraio 1987) è un'ex saltatrice con gli sci statunitense.

## Biografia
Ha debuttato nel Circo bianco il 26 gennaio 2002 a Westby disputando una gara valida per la Coppa Continentale, la massima competizione femminile di salto prima dell'istituzione della Coppa del Mondo nella stagione 2012, giungendo 30ª.
In Coppa del Mondo ha esordito nella gara inaugurale del 3 dicembre 2011 sul trampolino Lysgårdsbakken di Lillehammer (12ª) e l'8 gennaio 2012 a Hinterzarten (Germania) ha ottenuto il primo podio.
In carriera ha partecipato a un'edizione dei Giochi olimpici invernali, Soči 2014 (10ª nel trampolino normale), e a quattro dei Campionati mondiali (6ª nell'individuale a Liberec 2009 e nell'individuale e nella gara a squadre mista a Val di Fiemme 2013 i migliori risultati).

## Palmarès

### Coppa del Mondo
- Miglior piazzamento in classifica generale: 9ª nel 2012 e nel 2013
- 2 podi (entrambi individuali):
  - 1 secondo posto
  - 1 terzo posto

### Coppa Continentale
- Miglior piazzamento in classifica generale: 3ª nel 2006
- 21 podi (tutti individuali):
  - 1 vittoria
  - 6 secondi posti
  - 16 terzi posti

#### Coppa Continentale - vittorie
| Data            | Località  | Nazione   | Trampolino       |
| --------------- | --------- | --------- | ---------------- |
| 7 dicembre 2010 | Rovaniemi | Finlandia | Ounasvaara HS100 |

### Campionati statunitensi
- 10 ori[1].